# グラント・ロング
グラント・ロング（Grant Long, 1966年3月12日 - ）はアメリカ合衆国の元バスケットボール選手。ミシガン州ウェイン出身。ポジションはパワーフォワード。NBAで15シーズンプレーし、1000試合以上に出場した。

## 経歴
少年時代はミシガン州立大学でプレーするマジック・ジョンソンにあこがれて育った。東ミシガン大学ではジョージ・ガービン以来となる活躍を見せた。3年次には平均14.9得点、9リバウンドをあげた。4年次には23得点、10.4リバウンドをあげてカンファレンストーナメントのMVPに選ばれ、チームをNCAAトーナメントに導いた。
1988年のNBAドラフト2巡の8番目、全体33位でエクスパンションチームのマイアミ・ヒートに指名されて入団した。1年目の1988-89シーズン、全82試合に出場し平均11.9得点、6.7リバウンドをあげた。チームは15勝67敗に終わった。ヒート時代の1991年12月17日のクリーブランド・キャバリアーズ戦でチームは80-148と68点差で敗れた。この記録はおよそ30年間のNBAの記録の中でもワーストクラスの敗戦である。
1994年11月のシーズン開幕直後にスティーブ・スミスとともにケビン・ウィリスとのトレードでアトランタ・ホークスへ移籍してレニー・ウィルケンズの下でプレーすることとなった。この年彼はホークスに移籍後、79試合に出場し11.7得点、7.5リバウンドをあげた。ホークスはプレーオフに進出、1回戦でインディアナ・ペイサーズに敗れた。1995-96シーズン、彼は全82試合に出場し平均13.1得点、9.6リバウンドをあげた。チームはプレーオフ2回戦まで進出しオーランド・マジックに敗れた。シーズン終了後にサラリーキャップを空ける必要の生じたホークスは彼とスティーブ・スミス、ディケンベ・ムトンボ、ステイシー・オーグモンをドラフト指名権と引き替えにデトロイト・ピストンズにトレードした。
ピストンズで過ごした2シーズン、ダグ・コリンズヘッドコーチの下で彼は限られたプレータイムしか与えられなかった。ロックアウトで短縮された1998-99シーズン開幕前にアトランタ・ホークスに復帰、この年のプレーオフ1回戦でホークスはピストンズを破った。
その後バンクーバー・グリズリーズ、メンフィス・グリズリーズ、ボストン・セルティックスでプレーした。
2003-04シーズン、フィラデルフィア・セブンティシクサーズのラリー・ブラウンヘッドコーチから声をかけられたが、現役を続行しなかった。
2003年まで15シーズンNBAでプレーした彼は通算9,518得点、6,154リバウンドをあげた。
現役引退後、2008年から2014年までオクラホマシティ・サンダーの試合のアナリストを務めた。2014年10月、FOXスポーツデトロイトに加わり、デトロイト・ピストンズの試合のアナリストやサイドラインレポーターを務めた。

## 人物
おじのジョン・グラント、いとこのテリー・ミルズもNBA選手である。また弟のジュリアス・ロングはプロボクサーである。
カール・マローン、チャールズ・バークレー、ドミニク・ウィルキンスなどのスターフォワードに対するディフェンスで知られた選手である。彼は最もディフェンスするのにタフさが必要だった選手としてバークレーを挙げている。